# Aprendizagem para o domínio
A aprendizagem para o domínio (tradução para o português de mastery learning) significa estudar uma matéria até dominá-la , porque o objetivo é a aprendizagem, não apenas a aprovação. As avaliações tornam-se, assim, ferramentas de identificação dos pontos fracos para que as lacunas porventura existentes sejam preenchidas . É um ramo da psicologia da educação que presume que toda pessoa é capaz de atingir o domínio completo de um determinado assunto se lhe forem fornecidas as condições de aprendizagem apropriadas, através das quais todos poderiam atingir o mesmo nível de compreensão, mesmo que em tempos diferentes. Os primeiros conceitos foram desenvolvidos por Carleton Washburne através do Plano Winnetka, sendo o termo mastery learning cunhado por Benjamin Bloom em 1971.